# Bistum Tuticorin
Das Bistum Tuticorin (lateinisch Dioecesis Tuticorensis) ist eine in Indien gelegene römisch-katholische Diözese mit Sitz in Tuticorin.
Das Bistum wurde am 12. Juni 1923 mit der päpstlichen Breve Quae catholico nomini von Papst Pius XI. aus Gebietsabtretungen des Bistums Tiruchirapalli errichtet. Heute untersteht es dem Erzbistum Madurai als Suffraganbistum und hat etwa 340.000 Gläubige in 104 Pfarreien.
Mit Francis Tiburtius Roche wurde im Bistum Tuticorin erstmals ein einheimischer Katholik zum Bischof in einem Missionsland ernannt. Auf ihn folgten die Bischöfe Thomas Fernando (1953–1970), Ambrose Mathalaimuthu (1971–1979), Siluvaimathu Teresanathan Amalnather (1980–1999), Peter Fernando (1999–2003), Yvon Ambroise (2005–2019) und Stephen Antony Pillai (seit 2019).